# Al Jaddaf (metropolitana di Dubai)
Al Jaddaf (in arabo الجداف, āl-Jaddāf) è una stazione della metropolitana di Dubai della linea verde. Venne inaugurata il 1º marzo 2014.